# Mi hầu đào lá nho
Đào mi hầu lá nho (Actinidia vitifolia) là một loài thực vật thuộc họ Dương đào. Đây là loài đặc hữu của Trung Quốc.